# Арсланово (Чишминский район)
Арсла́ново (баш. Арыҫлан) — село в Чишминском районе Республики Башкортостан Российской Федерации. Административный центр Арслановского сельсовета.

## География

### Географическое положение
Расстояние до:
- районного центра (Чишмы): 12 км,
- ближайшей ж/д станции (Чишмы): 12 км.

## Население
| 2002 | 2009 | 2010 |
| ---- | ---- | ---- |
| 635  | ↗664 | ↘650 |

### Национальный состав
Согласно переписи 2002 года, преобладающие национальности — татары (69 %), башкиры (29 %).